# 핀란드 법무부
법무부(핀란드어: oikeusministeriö; OM 오이케우스미니스테리외; 오앰[*], 스웨덴어: justitieministeriet)은 핀란드 국가평의회의 산하 12개 부처 중 하나다. 수장은 법무장관이다. 핀란드 공화국 땅에 민주주의가 성공적으로 작동하고 핀란드 거주민들의 기본권을 보장하기 위한 법적 안전장치를 유지하는 책임을 맡고 있다. 상징은 진청색 사자.
2018년 기준 예산은 940,743,000 유로다. 본청 직원은 261명이다.
중앙 법률의 초안 작성, 사법체계 작동, 선고된 형벌의 집행 등이 법무부의 소관 범위다. 교도소와 사회봉사를 감독하는 범죄제재국도 법무부 산하 기관이다.